# Iglesias (Szardínia)
Iglesias település Olaszországban, Szardínia régióban, Carbonia-Iglesias megyében. Lakosainak száma 25 093 fő (2023. január 1.). Iglesias Buggerru, Carbonia, Domusnovas, Fluminimaggiore, Gonnesa, Musei, Narcao, Siliqua, Vallermosa, Villacidro és Villamassargia községekkel határos.

## Városrészei
Acquaresi, Barega, Bindua, Corongiu, Masua, Monte Agruxiau, Nebida, San Benedetto, San Giovanni Miniera, San Marco (adminisztratív sziget), Seddas Moddizis, Tanì.

## Közlekedés
1969-ben bezártak a Stazione di Iglesias (FMS) vasútállomást és 1974-ben a Stazione di Monteponi állomást. A Stazione di Iglesias még működik.

## Népesség
A település lakossága az elmúlt években az alábbi módon változott: